# بيانا ديلي ألبانيزي
بيانا ديليي ألبانيزي (بالإيطالية: Piana degli Albanesi)‏ أو هورا إي أربيريشيفيت (بالألبانية:Hora e Arbëreshëvet) هي بلدية تتبع مقاطعة باليرمو في صقلية بتعداد سكان 6427 نسمة. تعد البلدية أكبر تجمع لمجتمع الأربيريشي في جزيرة صقلية وهي الكرسي الأسقفي للكنيسة الكاثوليكية البيزنطية.

## السكان
في سنة 1861 بلغ عدد السكان 7٬334 نسمة، وتطور العدد ليصل في سنة 2011 لـ 6٬010 نسمة.
يظهر هذا المخطط البياني تطور النمو السكاني لـ بيانا ديلي ألبانيزي

## توأمة
لبيانا ديلي ألبانيزي اتفاقيات توأمة مع:
- تيرانا